# Tricorythodes stygiatus
Tricorythodes stygiatus är en dagsländeart som beskrevs av Mcdunnough 1931. Tricorythodes stygiatus ingår i släktet Tricorythodes och familjen Leptohyphidae. Inga underarter finns listade i Catalogue of Life.